# کامپیا
کامپیا (به لاتین: Kampia, Cyprus) یک منطقهٔ مسکونی در قبرس است که در ناحیه نیکوزیا واقع شده‌است.

## خصوصیات
کامپیا  ۴۱۷ نفر جمعیت دارد.